# Ye Hao
Ye Hao (chinesisch 叶皓, Pinyin Yè Hào; * September 1957 in Huai’an) ist ein Diplomat der Volksrepublik China.

## Werdegang
- Im September 1975 begann er ein Aufbaustudium der Geschichte an der Universität Nanjing, das er am Institut für Politikwissenschaft der Wuhan-Universität fortsetzte.
- Im Januar 1982 trat er in die Kommunistische Partei Chinas ein und wurde im Verlauf des Jahres 1982 zum Ph.D. Öffentliche Verwaltung des College of Public Management der Nanjing University of Information Science and Technology promoviert und als assoziierter Professor beschäftigt.
- Von November 2011 bis 19. März 2015 war er Botschafter der Volksrepublik China in Tirana.[1]
- 2014 eröffnete er ein Konfuzius-Institut an der Universität Tirana.
- Von Januar bis November 2014 betrug das Handelsvolumen zwischen China und Albanien 423 Millionen Dollar war, womit die Volksrepublik China der drittwichtigste Handelspartner für Albanien ist.[2]
- Am 19. März 2015 wurde er zum Botschafter in Ljubljana ernannt, wo er am 20. März 2015 akkreditiert wurde.[3]

| Vorgänger    | Amt                                                                           | Nachfolger |
| ------------ | ----------------------------------------------------------------------------- | ---------- |
| Wang Junling | Botschafter der Volksrepublik China in Tirana November 2011 bis 19. März 2015 | Jiang Yu   |
| Zhang Xianyi | Botschafter der Volksrepublik China in Ljubljana Seit 20. März 2015           | —          |